# Palacio de Tyresö

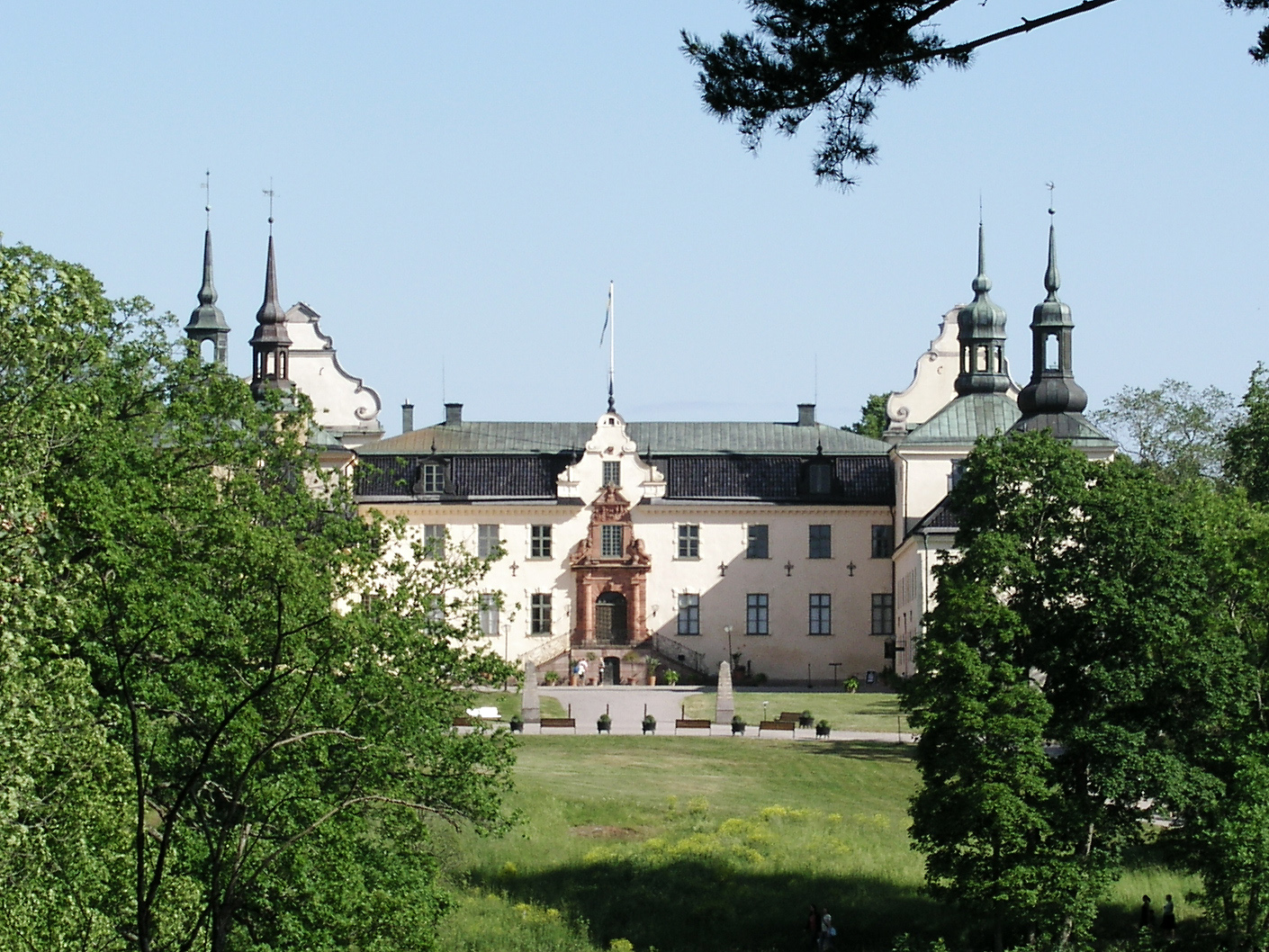
Palacio de Tyresö

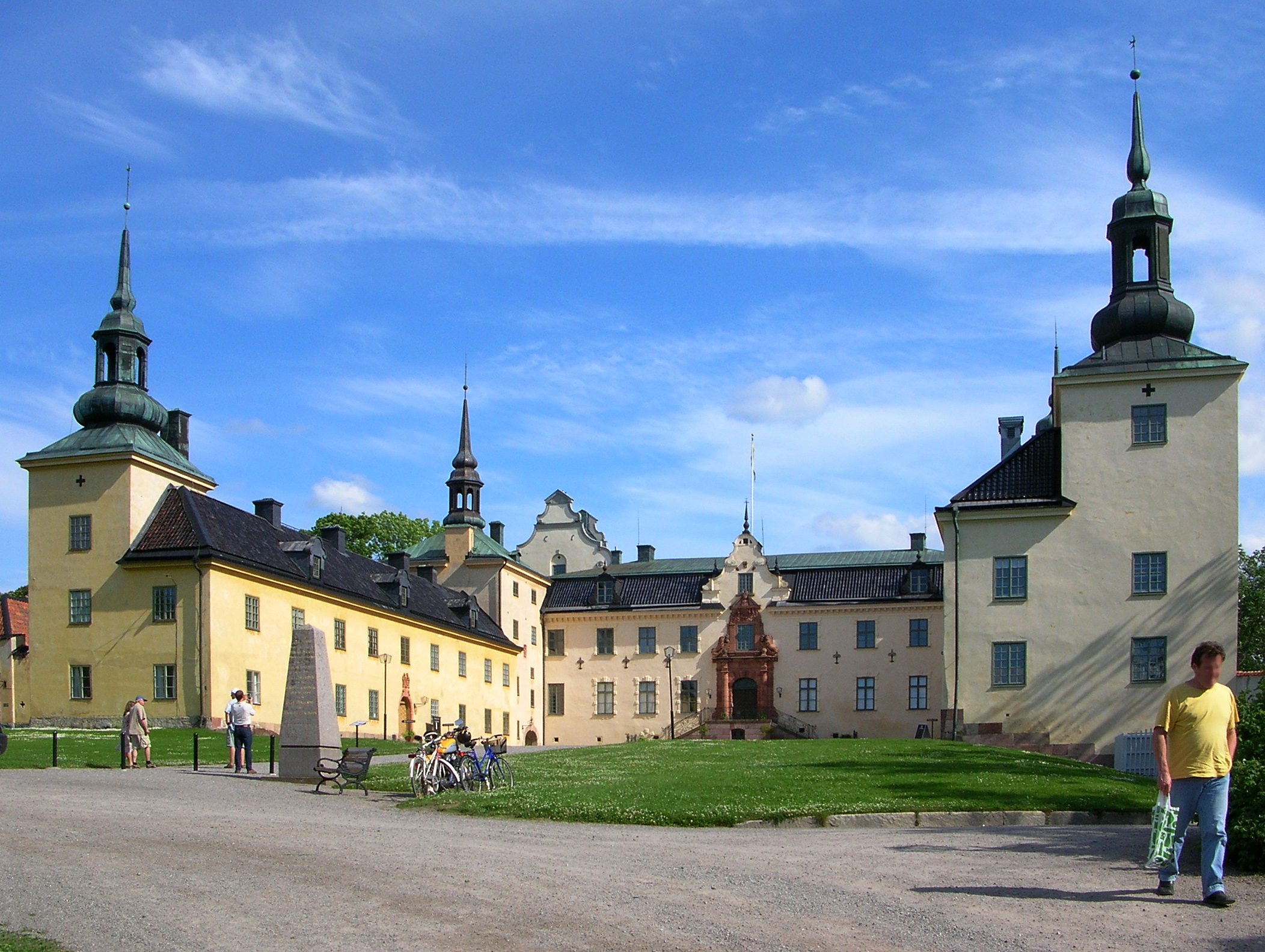
Palacio de Tyresö

El palacio de Tyresö (en sueco: Tyresö slott) es un palacio del siglo XVII en Tyresö, Condado de Estocolmo, Suecia, a unos 25 km al sureste de Estocolmo.
La construcción del palacio empezó en la década de 1620 y se completó en 1636 por el Alto Mayordomo (en sueco: riksdrots) Gabriel Oxenstierna. Él también construyó la cercana Iglesia de Tyresö (en sueco: Tyresö kyrka), que fue inaugurada en su propio funeral en 1641.
El palacio fue heredado en 1648 por María Sofía De la Gardie, quien se había casado con Gustaf Gabrielsson Oxenstierna, sobrino del Regente sueco y Alto Canciller Axel Oxenstierna. Tanto ella como su marido eran de familias extremadamente ricas. María Sofía residió en el Palacio de Tyresö, desde donde administró sus fincas alrededor del mar Báltico, hasta 1694. Entre 1699 y 1737, la escritora María Gustava Gyllenstierna residió en el palacio.
Durante la década de 1770 el palacio fue modernizado y fue creado el primer jardín inglés en Suecia. Planificado por el arquitecto paisajista Fredrik Magnus Piper, es una mezcla de parque inglés, prado floral sueco e imágenes de un cuento de hadas —con el antiguo bosque como su principal fuente de inspiración—. Los extensos jardines paisajísticos aparentemente naturales todavía existen en la actualidad.

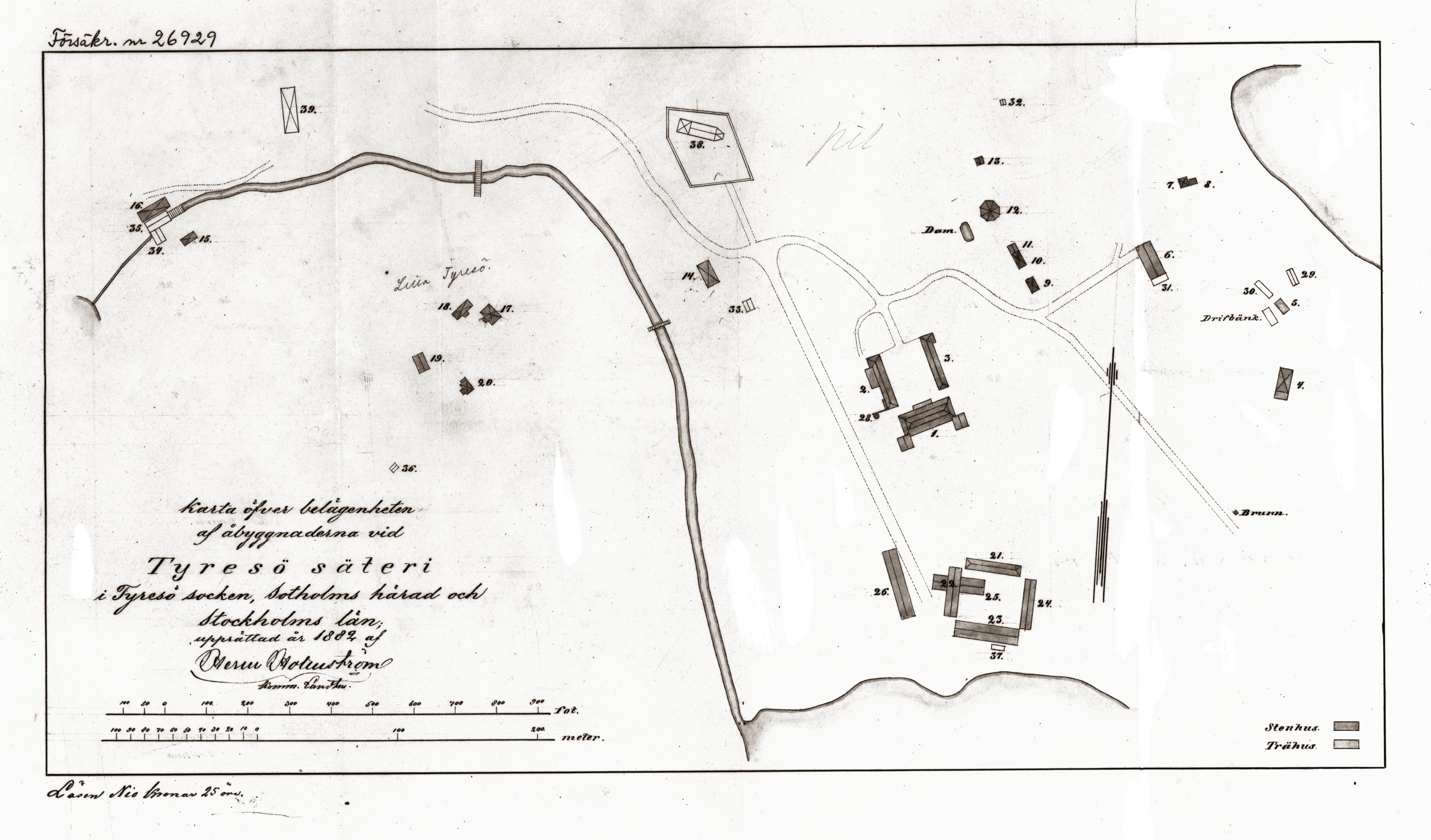
Mapa de los terrenos del palacio de 1882.

El Palacio de Tyresö es un museo en la actualidad. El marqués Claes Lagergren adquirió el Palacio de Tyresö en 1892. Asistido por el arquitecto Isak Gustaf Clason, el marqués reconstruyó el palacio en estilo nacional romántico, inspirado por dibujos originales del siglo XVII. El marqués quería que el palacio se mantuviera como un documento vivo de la historia sueca, y después de su muerte en 1930, dejó el Palacio de Tyresö a una fundación, el Museo Nórdico (en sueco: Nordiska museet). En la actualidad el Mueso Nórdico posee el palacio, que está abierto para visitas guiadas durante el verano.